# Aliaguilla
Aliaguilla è un comune spagnolo di 698 abitanti situato nella comunità autonoma di Castiglia-La Mancia.